# UFC: Tapout
UFC Tapout — видеоигра, созданная эксклюзивно для консоли Xbox компанией DreamFactory.

## Описание
UFC Tapout — спортивная игра, созданная по мотивам Ultimate Fighting Championship. Она предоставляет на выбор 40 бойцов различной весовой категории. Также в игре есть два режима — карьера и спарринг. В режиме карьеры игроку предоставляется возможность самому создать бойца. Максимальный ранг бойца, созданного в редакторе — 56.

## Оценки
| Сводный рейтинг | Сводный рейтинг |
| Агрегатор       | Оценка          |
| --------------- | --------------- |
| GameRankings    | 71,52 %         |